# Reserva Marina de La Restinga
La Reserva Marina de La Restinga es una reserva marina española del Océano Atlántico situada en el extremo suroccidental de la isla de El Hierro, Canarias. Constituye el extremo más meridional de la España y Europa políticas.
Alcanza grandes profundidades de más de 300 metros y en este espacio se encuentra el volcán submarino Tagoro, cuyo cono se encuentra a 88 metros de profundidad, en el llamado Mar de las Calmas, surgido a raíz de la erupción de El Hierro de 2011.
Tiene una forma aproximada de cuadrilátero con una superficie de 750 ha, compartidas entre aguas exteriores (50 %) y aguas interiores (50 %), por lo que su gestión se comparte entre la Secretaría General del Mar y la Comunidad Autónoma de Canarias.
Sus aguas se caracterizan por las calmas continuadas, al estar la zona al abrigo de los vientos alisios y por su carácter tropical albergando especies poco comunes en el resto del archipiélago.

## Descripción
Esta reserva se creó a petición del sector pesquero, una vez confirmada la conveniencia de proteger las aguas y fondos de la zona por los informes de la Universidad de la Laguna y del Instituto Español de Oceanografía.
La gestión de esta reserva marina, creada en 1996, se inició en 1997 con la puesta en marcha de la Comisión Conjunta de Gestión y Seguimiento (Secretaría General del Mar y Viceconsejería de Pesca del Gobierno Canario).

## Biodiversidad

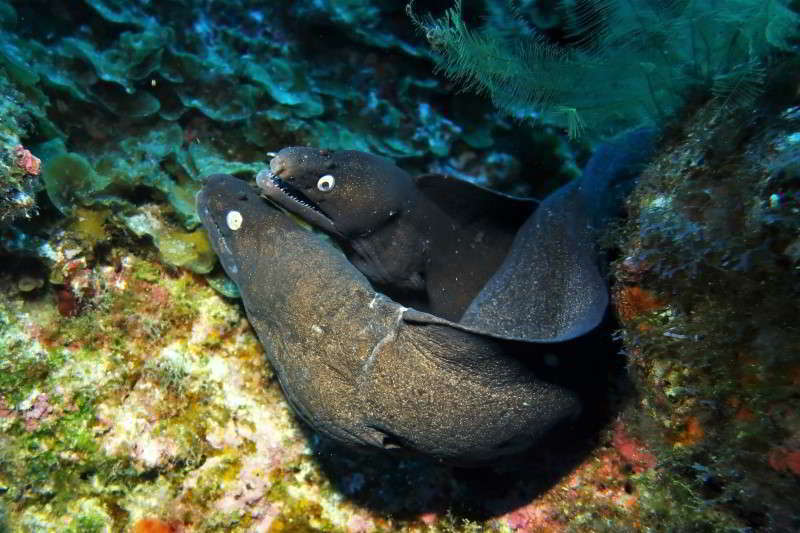
Dos morenas en la reserva marina.

Los fondos son rocosos y abruptos con veriles, cuevas, túneles y bajones. La cobertura vegetal que puede llegar hasta los 70 m de profundidad es muy densa, predominando las algas calcáreas y pardas. La abundante fauna de invertebrados se reparte entre el fondo y las oquedades que albergan a langostas (Panulirus spp.), corales negros y amarillos, camarones, anémonas y esponjas entre otros. La comunidad de especies de fondo costeros es igualmente variada. Abundan los peces loro (Sparisoma cretense), cabrillas (Serranus spp.), gallos (Lepidorhombus boscii), meros (Epinephelus spp.), abades (Mycteroperca spp.) y diferentes especies de morenas (Muraena spp.), de importancia pesquera. Los túnidos como el bonito o listado (Katsuwonus pelamis), el peto (Acanthocybium solandri), el patudo (Thunnus thynnus) y barrilote (Thunnus alalunga), dan lugar a la pesquería más importante de la zona en primavera y verano.
Las aguas de la reserva son visitadas por especies de alta mar como el tiburón ballena (Rhincodon typus) y la manta diablo (Manta birostris). Además se pueden observar a menudo tortugas marinas y delfines.
Por otro lado, la reserva alberga especies protegidas como el tamboril espinoso (Chilomycterus atringa) y la langosta herreña (Panulirus echinatus).

## Actividades permitidas
La claridad de sus aguas y la espectacularidad de sus fondos hacen del litoral de La Restinga un lugar privilegiado para el submarinismo y así, desde el año 1995 ha venido acogiendo nuevas ediciones del Open Fotosub, competición de fotografía submarina que atrae a numerosos aficionados año tras año. Si bien en áreas de reserva integral la práctica del buceo no está permitida.
En la reserva marina sólo se permite la pesca siguiendo métodos tradicionales de la zona:
- Pesca con anzuelo.
- Con gueldera, de pelágicos, para carnada.
- Con tambor de morenas.
- Con nasa de camarón.
- Con salemera dirigida exclusivamente para cardúmenes localizados de salema (Salpa salpa) u otras especies pelágicas o semipelágicas que no se capturen con anzuelo.

La realización de muestreos científicos deberán ser autorizados por la Administración competente, están autorizados en toda la reserva marina, incluida la reserva integral.